# Луроніум плавучий
Луроніум плавучий (Luronium natans) — монотипний вид рослин з родини частухових (Alismataceae), поширений у Західній і  Центральній Європі (Іспанія, Франція, Ірландія, Велика Британія, Італія, Швейцарія, Люксембург, Нідерланди, Німеччина, Данія, Норвегія, Швеція, Польща, Чехія, Хорватія, Албанія, Молдова; вимер: Румунія). Цей вид можна знайти в широкому спектрі прісних водойм та вздовж них.

## Опис
Багаторічна, однодомна водна або грязьова рослина. Стебла ясно розвинені, плавають у воді або повзуть на бруді й укорінюється на вузлах. Виростає до довжини ≈ 20–140 см. Занурені листки лінійні до 10 см завдовжки. Квіти мають довгі квітконіжки, верхні плавучі листки в пазухах. Плавучі або наземні листки довго черешкові, яйцевидно-еліптичні. Листочків чашечки 3. Пелюстків 3, білі (рідше рожеві), тільки на основі жовто-крапчасті, ≈ 7–10 мм завдовжки. Плоди розміром ≈ 2.5 мм, подовжено-еліптичні з 12–15 поздовжніми ребрами.

## Загрози та охорона
Основні загрози для виду обумовлені руйнуванням або деградацією біотопів. Забруднення води та ґрунту внаслідок використання пестицидів і добрив, а також евтрофікації призводять до скорочення популяцій. Однією з головних загроз є зміна гідрологічних режимів - каналізація та модифікація водних течій, управління рівнями води, осушення, управління береговою рослинністю.
Luronium natans охороняється в Європі і занесений до Додатку І Бернської конвенції (охоронна категорія: вид підлягає особливій охороні), а також до Директиви Європейського Союзу 92/43/ЄС «Про збереження природних оселищ та видів природної фауни і флори» (Додаток ІІ. Види рослин і тварин, що становлять особливий інтерес для Європейського Союзу, збереження яких потребує створення територій особливої охорони). Він також захищений національною політикою/законами (наприклад, Франція, Швеція). Рослина класифікується як така, що перебуває під критичною загрозою в Чехії й під загрозою зникнення в Іспанії та Німеччині.
Цей вид трапляється на захищених територіях (наприклад, Чехія, Іспанія, Велика Британія). Деякі важливі популяції не захищені та потребують заходів щодо збереження.

## Поширення
Вид поширений у західній і центральній Європі. Є повідомлення про зростання виду в Закарпатській області України — ці райони вважаються поза межами природного ареалу цього виду.